# استان ترانسفال

پرچم استان ترانسفال سابق

استان ترانسفال یکی از استان‌های اتحادیه آفریقای جنوبی میان سال‌های ۱۹۱۰ تا ۱۹۶۱ بود و از سال ۱۹۶۱ تا پایان آپارتاید استانی از جمهوری آفریقای جنوبی ماند. در آن سال تاریخ اساسی نوینی تنظیم شد و این استان به بخش‌های دیگر تقسیم شد.

## جغرافیا
استان ترانسفال میان رود واال در جنوب و رود لیمپوپو در شمال قرار داشت. در جنوب، این استان با ایالت آزاد اورنج و استان ناتال همسایه بود، در غرب با استان کیپ و کشور کنونی بوتسوانا مرز داشت، در شمال به رودزیا (زیمبابوه کنونی) می‌رسید، و در شرق با موزامبیک (در آن هنگام آفریقای شرقی پرتقالی) و سوازیلند همسایه بود.
از جمله شهرهای موجود در این استان می‌توان به ژوهانسبورگ، هایدلبرگ، نلسپرویت، پولوکوین، و پرتوریا اشاره کرد.